# Wycliffe with Thorpe
Wycliffe with Thorpe – civil parish w Anglii, w hrabstwie Durham. W 2001 civil parish liczyła 80 mieszkańców. W obszar civil parish wchodzą także Girlington, Thorpe in Wycliffe i Wycliffe.